# کل یالدار
کَل‌های یالدار، ویلدبیست‌ها یا به اشتباه گوزن‌های یالدار یا(نام علمی: Connochaetes)، یک سرده از پستانداران گاوسان از گروه سم‌داران است. تیره گاوان شامل گاوهای اهلی، بزها، و دیگر زوج‌سمان دارای شاخ است.

## رده‌بندی
ویلدبیست دارای دو گونه است که بومی آفریقا هستند:
- ویلدبیست سیاه
- ویلدبیست آبی‌رنگ.

بقایای سنگواره‌ای نشان می‌دهند که دو گونه در حدود ۱ میلیون سال پیش از یکدیگر جدا شدند و گونه‌های شمالی و جنوبی را به وجود آوردند. ویلدبیست آبی‌رنگ تفاوت اندکی با نیای پیشین خود پیدا کرد ولی ویلدبیست سیاه رنگ تفاوت‌های ریختی زیادی را به منظور تطبیق بهتر با محیط علفزاری جنوب آفریقا تجربه کرد. امروزه ۵ زیرگونه از ویلدبیست آبی‌رنگ شناخته شده‌اند در حالی که ویلدبیست سیاه‌رنگ هیچ زیرگونه شناخته شده‌ای ندارد. در شرق آفریقا، ویلدبیست‌ها به فراوانی یافت می‌شوند و از جمله شکارهای اصلی جانوران گوشتخواری چون شیر هستند.

## بوم‌شناسی و رفتار
ویلدبیست به صورت گروهی زندگی می‌کنند. آن‌ها اغلب در گله‌های مختلط با گورخرها به چرا می‌پردازند که باعث آگاهی بیشتر از شکارچیان بالقوه در دشت باز می‌شود. آنها همچنین نسبت به سیگنال‌های هشداری که توسط حیوانات دیگر مانند بابون‌ها ایجاد می‌شود، هوشیار هستند. شکارچیان عمده ای که از ویلدبیست تغذیه می‌کنند عبارتند از: شیر، کفتار، سگ وحشی آفریقایی، یوزپلنگ، پلنگ، و تمساح، که به نظر می‌رسد ویلدبیست را به طعمه‌های دیگر ترجیح می‌دهند.
نخستین تاکتیک دفاعی زندگی در قالب یک گله است. به این صورت، حیوانات جوان توسط ویلدبیست‌های بزرگتر محافظت می‌شوند. به‌طور معمول، شکارچیان سعی می‌کنند یک حیوان جوان یا بیمار را جدا کرده و بدون نگرانی در مورد گله حمله کنند. ویلدبیست‌ها رفتارهای همکاری پیچیده دیگری را توسعه داده است. به عنوان مثال حیوانات به نوبت می‌خوابند در حالی که دیگران در برابر حمله شبانه توسط شکارچیان مهاجم نگهبانی می‌دهند.
ویلدبیست‌ها پیوندهای جفت دائمی ایجاد نمی‌کنند و در طول فصل جفت‌گیری، نرها محدوده‌هایی موقتی ایجاد می‌کنند و سعی می‌کنند ماده‌ها را به درون محدودهٔ خود جذب کنند. نرها از این قلمروها در برابر سایر نرها دفاع می‌کنند در حالی که برای ماده‌های فحل رقابت می‌کنند. این رویداد معمولاً بین ماه مه و جولای اتفاق می‌افتد، و زایمان معمولاً بین ماه‌های ژانویه و مارس، در شروع فصل مرطوب انجام می‌شود. ماده‌ها وحشی به صورت فصلی تولید مثل می‌کنند.
چرخهٔ فحلی حدود ۲۳ روز است و بارداری معمولاً بین ۲۵۰ تا ۲۶۰ روز به طول می‌انجامد. گوساله‌ها تنها چند دقیقه بعد از تولد روی پاهای خود می‌ایستند و اندکی بعد همراه با گله حرکت می‌کنند. شکارچی اصلی گوساله‌ها، کفتار خالدار است.